# Olenjok (rivier)
De Olenjok (Russisch: Оленёк, Olenjok) is een Russische rivier in Midden- en Oost-Siberië.
De rivier ontstaat in het noorden van het Midden-Siberisch Bergland op ongeveer 200 kilometer ten noorden van de stad Ekonda in kraj Krasnojarsk. Na enkele kilometers stroomt de rivier Jakoetië binnen om vandaar door het Midden-Siberisch Bergland met vele meanders eerst in oostelijke en later in noordoostelijke richting te stromen. In haar benedenloop vormt de rivier de oostgrens van het Noord-Siberisch Laagland. Op ongeveer 220 km ten westen van de hoofdmonding van de Lena stroomt de rivier door een 475 km² grote rivierdelta in de Olenjokbaai iets ten noorden van de zijrivier Boeolkalach bij de plaats Oest-Olenjok. Tot de belangrijkste zijrivieren behoren de Arga-Sala en Boer.
De rivier is zeer visrijk, vooral aan houtingen zoals nelma (Stenodus nelma), moeksoen (Coregonus muksun) en omoel (Coregonus migratorius). De Olenjok is van juni tot september bevaarbaar over een lengte van 965 kilometer vanaf Soechana. Tussen eind september en eind mei, begin juni is de rivier bevroren.
Aan de rivier liggen onder andere de plaatsen Olenjok, Soechana, Taimilyr, Sklad en Oest-Olenjok.
- Gemeinsame Normdatei: 4542528-0